# Elytrimitatrix vittata
Elytrimitatrix vittata es una especie de escarabajo longicornio del género Elytrimitatrix, familia Cerambycidae, orden Coleoptera. Fue descrita científicamente por Bates en 1880.

## Descripción
Mide 20 milímetros de longitud.

## Distribución
Se distribuye por Guatemala.